# Jonge Socialisten in de PvdA

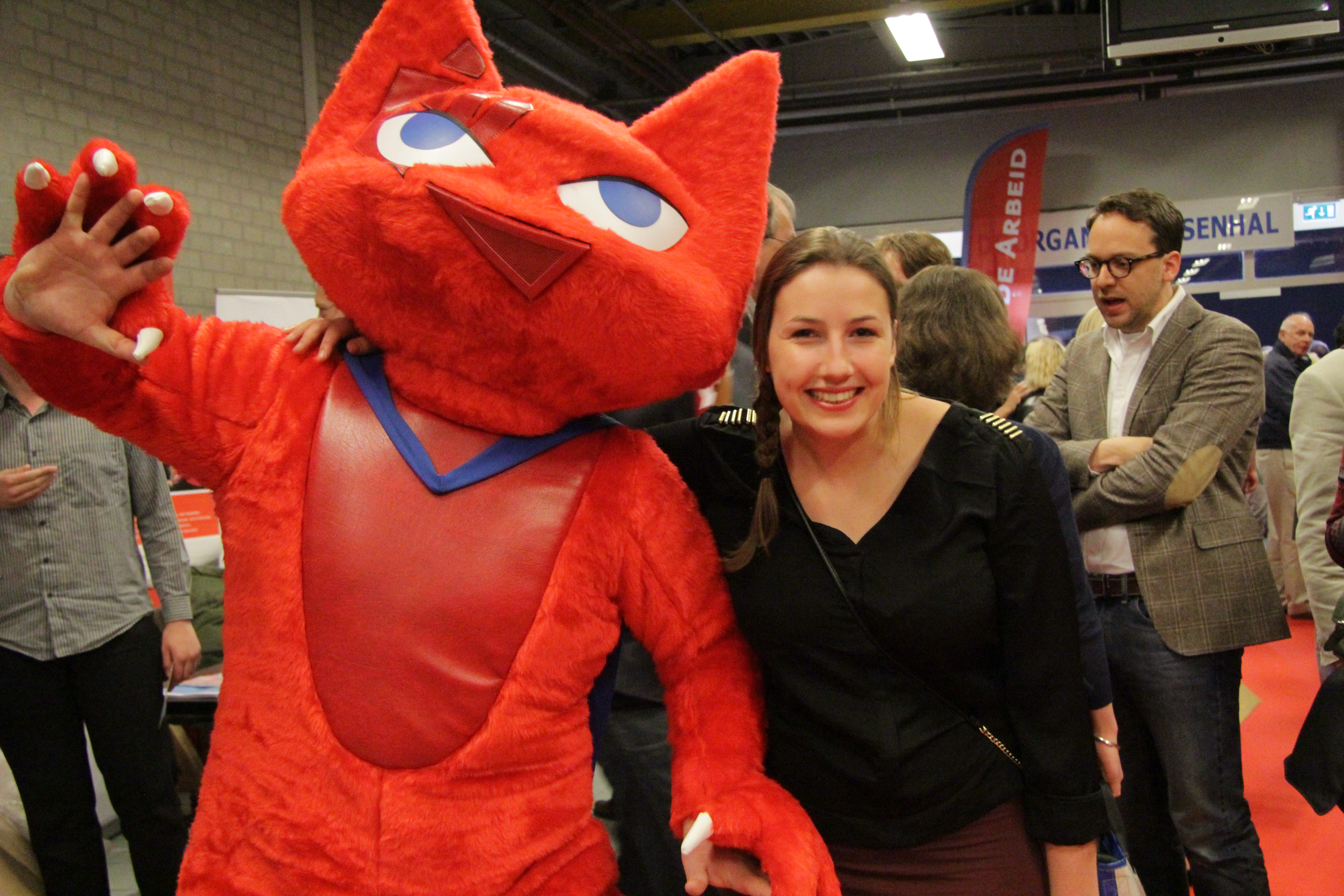
Maskottchen der JS

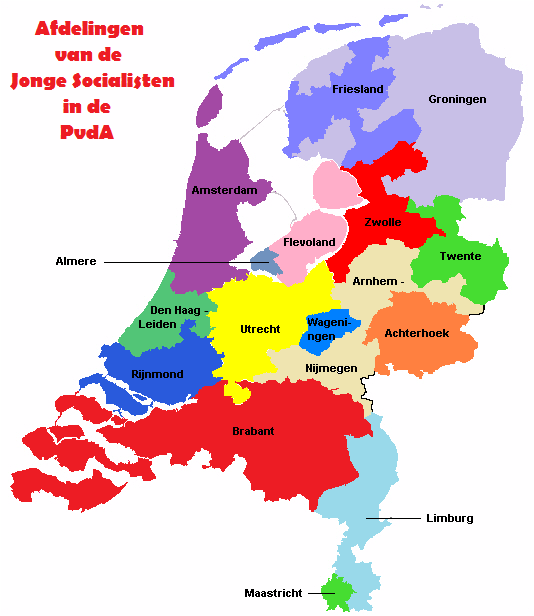
Räumliche Verteilung der JS in den NL

Die Jonge Socialisten in de PvdA (deutsch: Junge Sozialisten in der PvdA, JS) ist eine niederländische sozialdemokratische Jugendorganisation für politisch engagierte Jugendliche zwischen 12 und 28 Jahren.
Die JS ist eine politisch unabhängige Organisation, die jedoch der Partij van de Arbeid (PvdA) angegliedert ist. Sie ist Mitglied der International Union of Socialist Youth und der Young European Socialists.

## Liste der Präsidenten
- seit 2019: Luna Koops
- 2018–2019: Twan Wilmes
- 2016–2018: Lieke Kuiper
- 2014–2016: Bart van Bruggen
- 2012–2014: Toon Geenen
- 2011–2012: Rick Jonker
- 2010–2011: Jelle Menges
- 2009–2010: Mohammed Mohandis
- 2008–2009: Sven Stevenson
- 2007–2008: Michiel Emmelkamp
- 2006–2007: Peter Scheffer
- 2005–2006: Ruben Zandvliet
- 2004–2005: Remy Wilshaus
- 2003–2004: Loes Ypma
- 2002–2003: Servaz van Berkum
- 2001–2002: Jasper Fastl
- 2000–2001: Sander Zboray
- 1999–2000: Eddy Bekkers
- 1997–1999: Omar Ramadan
- 1996–1997: Fanny Bod
- 1994–1996: Tjeerd van Dekken
- 1992–1994: Sharon Dijksma
- 1990–1992: Mark de Koning
- 1988–1990: Marcel Hoogland
- 1986–1988: Erwino Ouwerkerk
- 1983–1986: Michiel Zonneveld
- 1982–1983: Margo Vliegenthart
- 1979–1982: Rob van Gijzel
- 1977–1979: Felix Rottenberg